# 戈德雷维灯塔
50°14′18″N 5°23′37″W / 50.23828°N 5.39373°W

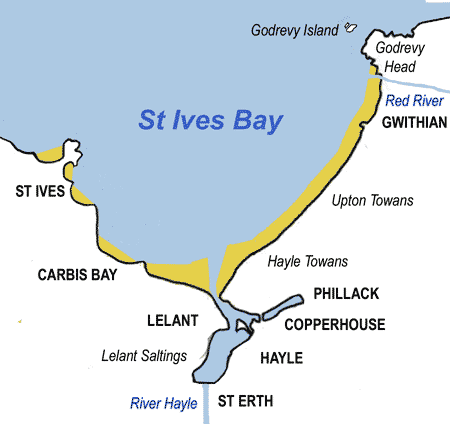

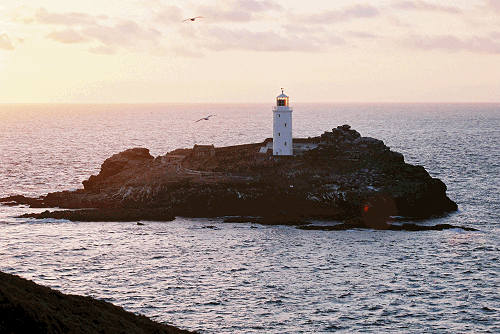

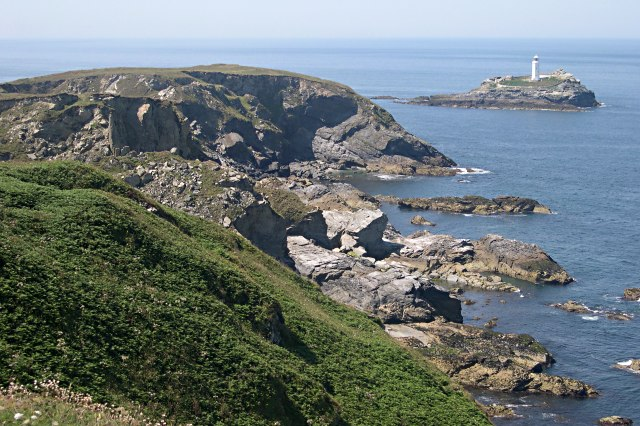

戈德雷维灯塔（Godrevy Lighthouse）是英格兰西南部的一座i灯塔，建于1858–1859年，位于康沃尔郡圣艾夫斯湾的戈德雷维岛。